# Gypsonoma aceriana
Gypsonoma aceriana là một loài bướm đêm thuộc họ Tortricidae. Nó được tìm thấy ở châu Âu đến Nga, miền đông Thổ Nhĩ Kỳ và Iraq. Nó cũng có mặt ở Bắc Phi. Sải cánh dài 13–15 mm. Con trưởng thành bay vào tháng 7. Ở Nhật Bản, có 2-3 thế hệ mỗi năm (vào tháng 6, tháng 7 và tháng 8).
Ấu trùng ăn Populus nigra, Populus nigra subsp. italica, Populus alba, Populus balsamifera, Acer platanoides và Acer campestre. Nó đã được ghi nhận như một dịch hại ở Ý, Pháp, Đức và Hà Lan.